# Deelemanella borneo
Espèce
Deelemanella borneo est une espèce d'araignées aranéomorphes de la famille des Theridiidae.

## Distribution
Cette espèce est endémique du Sabah en Malaisie à Bornéo,. Elle se rencontre entre 500 et 700 m d'altitude sur le mont Kinabalu.

## Description
Le mâle holotype mesure 2,18 mm et la femelle paratype 2,76 mm, les mâles mesurent de 2,2 à 2,3 mm et les femelles de 2,7 à 3,4 mm.

## Systématique et taxinomie
Cette espèce a été décrite par Yoshida en 2003.

## Étymologie
Son nom d'espèce lui a été donné en référence au lieu de sa découverte, Bornéo.

## Publication originale
- [Yoshida 2003] (ja + en) Hajime Yoshida, « A new genus and three new species of the family Theridiidae (Arachnida: Araneae) from North Borneo », Acta Arachnologica, Arachnological Society of Japan (d), vol. 52, no 2,‎ 2003, p. 85-89 (ISSN 0001-5202 et 1880-7852, DOI 10.2476/ASJAA.52.85, lire en ligne).